# 蒙莱
蒙莱（法語：Monlet，法語發音：[mɔ̃lɛ]）是法国上卢瓦尔省的一个市镇，属于勒皮区。

## 地理
蒙莱（45°13'10"N, 3°42'52"E）面积35.7 平方千米，位于法国奥弗涅-罗讷-阿尔卑斯大区上盧瓦爾省，该省份为法国中南部省份，北起多姆山省和卢瓦尔省，西接康塔爾省，南至洛泽尔省，东临阿尔代什省。
与蒙莱接壤的市镇（或旧市镇、城区）包括：阿莱格尔、贝勒维拉蒙塔涅、塞欧达莱格尔、拉沙佩勒贝尔坦、费利讷、瑟努伊尔河畔圣帕勒、桑巴代勒。

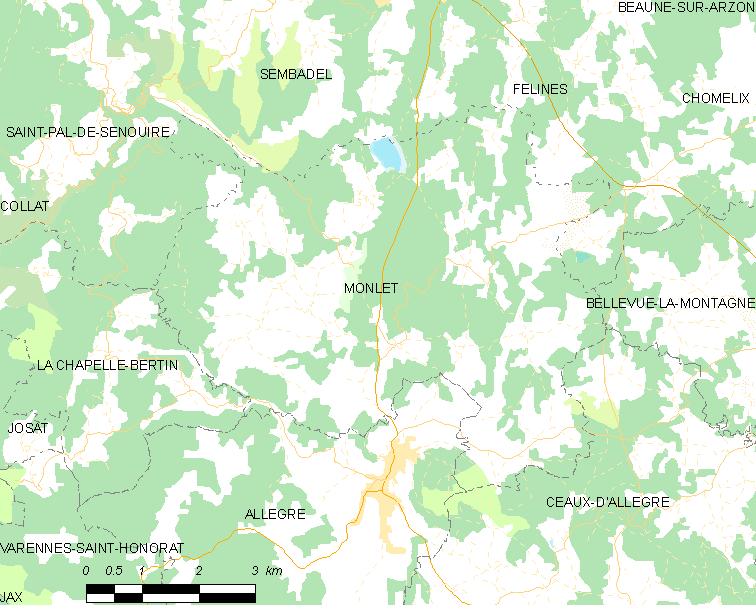
蒙莱的OSM定位图

蒙莱的时区为UTC+01:00、UTC+02:00（夏令时）。

## 行政
蒙莱的邮政编码为43270，INSEE市镇编码为43138。

## 政治
蒙莱所属的省级选区为上沃莱花岗岩高原县。

## 人口

1962-2008年间蒙莱人口变化图示

蒙莱于2022年1月1日时的人口数量为406人。